# Bec Gilbert
Rebecca "Bec" Gilbert (previamente: O'Connor), es un personaje ficticio de la serie de televisión australiana Winners & Losers, interpretada por la actriz Zoe Tuckwell-Smith desde el 22 de marzo de 2011, hasta el 12 de agosto de 2014.

## Biografía
Rebecca decide asistir a su reunión de la secundaria y ahí se reencuentra con sus mejores amigas de la infancia: Sophie Wong, Frances James y Jenny Gross, el grupo está feliz de reencontrarse y deciden demostrarles a todos que no son una perdedoras, pero cuando se encuentran con su antigua enemiga Tiffany Turner, se dan cuenta de que no ha cambiado en nada.